# Paryphoconus maya
Paryphoconus maya är en tvåvingeart som beskrevs av Gustavo R. Spinelli och Wirth 1984. Paryphoconus maya ingår i släktet Paryphoconus och familjen svidknott.
Artens utbredningsområde är Belize. Inga underarter finns listade i Catalogue of Life.